# Cyklotrasa Berlín–Uznojem

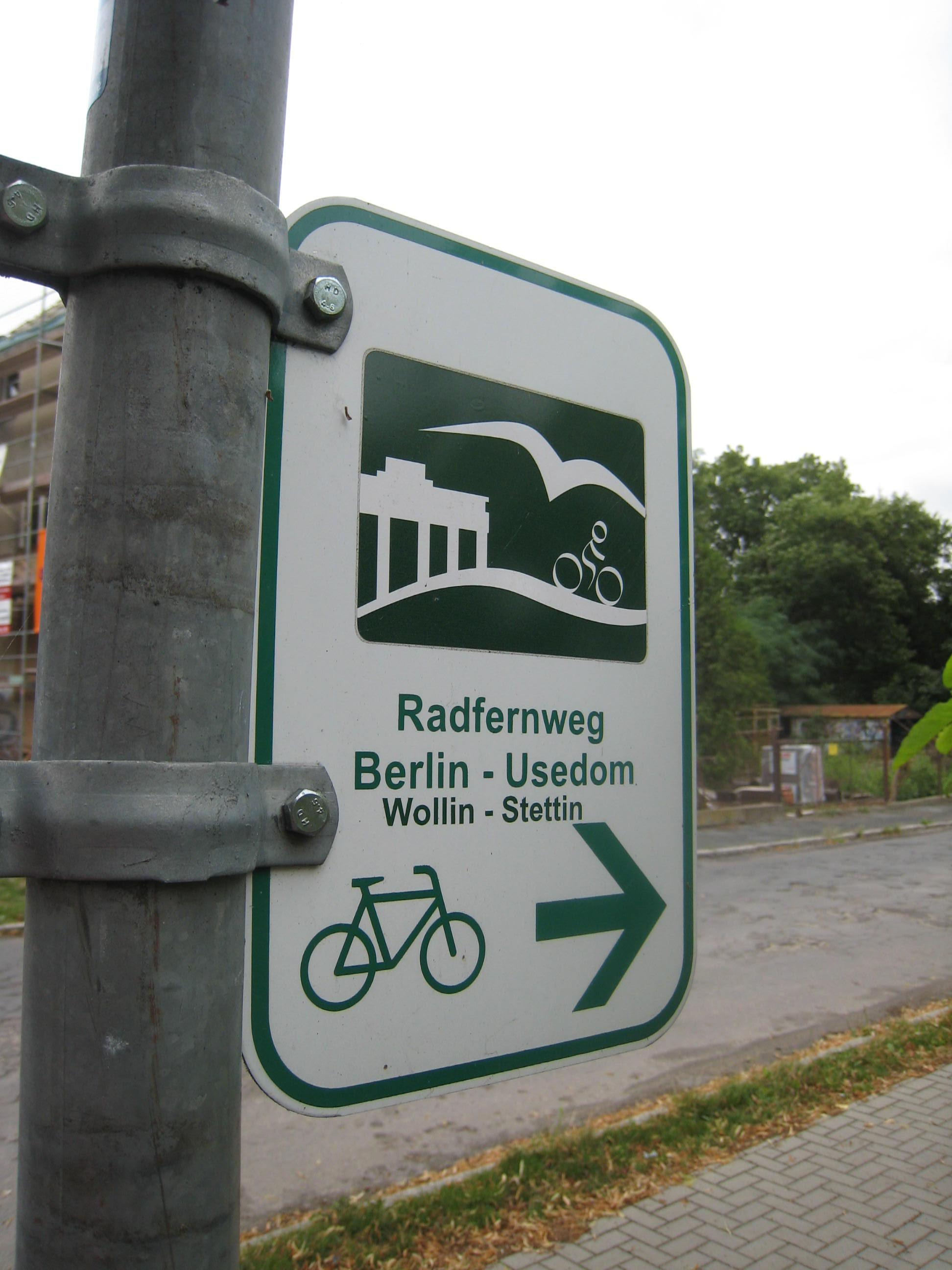
Ukazatel na trase

Cyklotrasa Berlín-Uznojem (německy Radfernweg Berlin–Usedom) je dálková cyklotrasa v Německu. Vede z Berlína přes Braniborsko do Meklenburska-Předního Pomořanska, kde končí v Peenemünde na ostrově Uznojem.
Celková délka trasy je 337 kilometrů, přičemž v závěru se částečně kryje s cyklotrasou Odra–Nisa.